# Domini freqüencial

La transformada de Fourier converteix la representació de domini temporal de la funció, que es mostra en vermell, a la representació de domini de freqüència de la funció, que es mostra en blau. Les freqüències dels components, repartides per l'espectre de freqüències, es representen com a pics en el domini de la freqüència.

El domini freqüencial descriu l'anàlisi de funcions matemàtiques o senyals respecte a la seva freqüència. Es pot descompondre en diversos factors força útils per a diferents camps d'enginyeria: banda de freqüències (les que abracen la pertorbació), la continuïtat o no de l'espectre i la densitat espectral d'una determinada banda. En l'electrònica, l'enginyeria de sistemes i l'estadística, el domini freqüencial és un terme usat per descriure el domini per a l'anàlisi de la funció matemàtica o senyals en funció de la freqüència en lloc del temps. L'ús dels termes "domini freqüencial" i "domini temporal" van sorgir en l'enginyeria de la comunicació en la dècada del 1950 i a principis del 1960, el mot "domini freqüencial va aparèixer el 1953.
Un gràfic del domini temporal mostra l'evolució d'un senyal en el temps, mentre que un gràfic freqüencial mostra les components del senyal segons la freqüència en la qual oscil·len dins d'un interval determinat. Una representació freqüencial inclou també la informació sobre el desplaçament de fase, que ha de ser aplicat a cada freqüència per poder recombinar les components freqüencials i poder recuperar de nou el senyal original.
Una funció o senyal es pot convertir entre domini temporal i freqüencial amb un parell d'operadors matemàtics anomenats transformacions. Un exemple és la transformada de Fourier, que descompon una funció en la suma d'un nombre (potencialment infinit) de components freqüencials d'ones sinusoidals. L'"espectre" dels components és la representació en domini freqüencial del senyal. La transformada inversa de Fourier converteix la funció de domini freqüencial a domini temporal.
El domini freqüencial està relacionat amb les sèries de Fourier, les quals permeten descompondre un senyal periòdic en un nombre finit o infinit de freqüències.
El domini freqüencial, en cas de senyals no periòdics, està directament relacionat amb la Transformada de Fourier.

## Magnitud i fase
Usant la transformada de Laplace, Z-, o transformades de Fourier, l'espectre de freqüències és complex i descriu la magnitud i la fase d'un senyal o de la resposta d'un sistema, en funció de la freqüència. En moltes aplicacions, la informació de fase no és important. Descartant aquesta informació de la fase es pot simplificar la informació per la representació en el domini de freqüència per generar un espectre de freqüències o la densitat espectral. Un analitzador d'espectre és un dispositiu que mostra l'espectre.
La densitat espectral de potència és una descripció de la freqüència de domini que es pot aplicar a una àmplia classe de senyals que no són ni periòdics ni quadrats integrables; per tenir la potència de la densitat espectral d'un senyal només es necessita saber el resultat de sortida d'un ampli sentit d'un procés estacionari aleatori.

## Diferents dominis de freqüència
Hi ha un cert nombre de transformades matemàtiques que s'utilitzen per analitzar funcions de temps i se les coneix com a diferents dominis de freqüència. Aquestes són les més comunes, i els camps en els quals s'utilitzen:
- Sèries de Fourier - senyals repetitius
- Transformada de Fourier - senyals no repetitius, transitoris
- Transformada de Laplace - circuits electrònics i sistemes de control
- Transformada en Z - senyals de temps discret, processament digital de senyals
- Transformada Wavelet - processament digital d'imatges, compressió del senyal

## Domini freqüencial discret
La transformada de Fourier d'un senyal periòdic només té energia a una freqüència base i els seus harmonics. Una altra manera de dir-ho sería que un senyal periòdic pot ser analitzat fent servir un domini freqüencial discret.
Un senyal discret en el temps dona lloc a un espectre de freqüència periòdic. Combinant ambdós, si comencem amb un senyal de temps discret i periòdic, obtenim un espectre de freqüència que també és discret i periòdic. Aquest és el context habitual per a una transformada de Fourier discreta

## Història del terme
L'ús dels termes "domini de freqüència" i " domini de temps " va sorgir a l'enginyeria de la comunicació a la dècada de 1950 i principis de la dècada de 1960, apareixent el "domini de freqüència" el 1953. Vegeu domini temporal: origen del terme per obtenir més informació.